# NGC 1020
NGC 1020 je galaksija u zviježđu Kit.

## Vanjske poveznice
- SEDS: NGC 1020